# Shirakiopsis trilocularis
Shirakiopsis trilocularis är en törelväxtart som först beskrevs av Ferdinand Albin Pax och Käthe Hoffmann, och fick sitt nu gällande namn av Hans-Joachim Esser. Shirakiopsis trilocularis ingår i släktet Shirakiopsis och familjen törelväxter. IUCN kategoriserar arten globalt som sårbar.
Artens utbredningsområde är Tanzania. Inga underarter finns listade i Catalogue of Life.